# Henry Maske
Henry Maske (Treuenbrietzen, RDA, 6 de enero de 1964) es un deportista alemán que compitió para la RDA en boxeo.
Participó en los Juegos Olímpicos de Seúl 1988, obteniendo una medalla de oro en el peso medio.
Ganó dos medallas en el Campeonato Mundial de Boxeo Aficionado, oro en 1989 y plata en 1986, y cuatro medallas en el Campeonato Europeo de Boxeo Aficionado entre los años 1983 y 1989.
En mayo de 1990 disputó su primera pelea como profesional. En marzo de 1993 conquistó el título internacional de la IBF, en la categoría de peso semipesado. En su carrera profesional tuvo en total 32 combates, con un registro de 31 victorias y una derrota.

## Palmarés internacional
| Representando a la RDA |                       |                   |           |
| Juegos Olímpicos       |                       |                   |           |
| Año                    | Lugar                 | Medalla           | Categoría |
| 1988                   | Seúl (Corea del Sur)  | Medalla de oro    | 75 kg     |
| Campeonato Mundial     |                       |                   |           |
| Año                    | Lugar                 | Medalla           | Categoría |
| 1986                   | Reno (Estados Unidos) | Medalla de plata  | 75 kg     |
| 1989                   | Moscú (URSS)          | Medalla de oro    | 81 kg     |
| Campeonato Europeo     |                       |                   |           |
| Año                    | Lugar                 | Medalla           | Categoría |
| 1983                   | Varna (Bulgaria)      | Medalla de bronce | 75 kg     |
| 1985                   | Budapest (Hungría)    | Medalla de oro    | 75 kg     |
| 1987                   | Turín (Italia)        | Medalla de oro    | 75 kg     |
| 1989                   | El Pireo (Grecia)     | Medalla de oro    | 75 kg     |